# Петрохолдинг Сквош-Клуб
Петрохолдинг Сквош-Клуб — перший професійний клуб зі сквошу в Україні, що був заснований в 2009 році в Києві одразу після завоювання національною збірною України золотих медалей Кубку Європейських Націй. Головною ідеєю клубу є популяризація сквошу в Україні, направлені не тільки на розвиток здорової нації, а також і на підвищення іміджу українського спорту на міжнародній арені загалом.

## Передісторія
А загалом у світі історія цього виду спорту в його нинішньому вигляді ведеться з 1907 року, коли було прийнято офіційні правила сквошу. Попри те, що сквош відомий в Україні вже близько десяти років, у нас для широкого загалу він вважався екзотичним. Здебільшого тому, що корти для нього існували лише в кількох фітнес- та спортклубах, переважно закритого типу. Позатим, деякі вітчизняні гравці вже стали брати участь у міжнародних турнірах, а 2003 року пройшов перший турнір і в Києві. Потому проведення внутрішніх змагань та неабиякі успіхи українців на міжнародній арені вимагали надання цьому видові спорту статусу офіційного. 2005 року нарешті було зареєстровано Федерацію Сквошу України Міністерством юстиції України, а 2006 року цей вид спорту було визнано ще й Міністерством України у справах сім'ї, молоді та спорту, що давало нашим гравцям окрім перемог, виконувати ще і офіційні спортивні нормативи. Власне, з того моменту і можна вести відлік виходу сквошу на офіційний рівень у вітчизняному спорті. Перший офіційний чемпіонат України зі сквошу було проведено у 2006 році, починаючи з якого трійка призерів ЧУ виглядала так:
| Рік  | Чемпіон               | Срібний призер        | Бронзовий призер |
| ---- | --------------------- | --------------------- | ---------------- |
| 2006 | Олександр Молодуха    | Роман Долинич         | Дмитро Щербаков  |
| 2007 | Роман Долинич         | Артем Шандибін        | Дмитро Щербаков  |
| 2008 | Костянтин Рибальченко | Руслан Сорочинський   | Дмитро Щербаков  |
| 2009 | Костянтин Рибальченко | Руслан Сорочинський   | Дмитро Щербаков  |
| 2010 | Руслан Сорочинський   | Костянтин Рибальченко | Валерій Федорук  |

Однак усі заходи так і не призвели до поширення та популяризації сквошу в Україні. А що державна підтримка була практично відсутня, українському сквошеві потрібна була допомога від приватного сектору. Ентузіасти вирішували ці питання по-своєму. Більшого за інших досягли ті, хто ставив перед собою максимальні цілі і був згоден на кропітку працю для того, аби вивести сквош на інший рівень свого розвитку взагалі. Таким чином, наприкінці 2009 року в Україні з'явився перший професійний «Петрохолдинг Сквош-Клуб».

## Заснування та перший рік існування клубу
Офіційною датою заснування «Петрохолдинг Сквош-Клубу» вважають листопад 2009 року, коли національна збірна України, що вже декілька разів ставала призером міжнародного Кубку Європейських Націй, нарешті його здобула. Перемога на престижному змаганні стала останнім аргументом для керівництва компанії «Петрохолдинг», яке дало згоду на постійну підтримку першого професійного українського клубу зі сквошу.
До основного складу команди ввійшли на той час лідери вітчизняного рейтингу Костянтин Рибальченко та Руслан Сорочинський, перспективний молодий гравець Денис Подворний та ветеран українського сквошу Дмитро Щербаков, який виконував функції граючого тренера. Через деякий час Щербаков залишив клуб, а на його місце було запрошено відомого англійського спеціаліста Гедріана Стіффа, що є засновником Елітної Академії Сквошу в Брістолі. Тренування за найкращими світовими методиками почало давати результат вже від початку. За 2010 рік Сорочинський та Рибальченко стали практично непереможними у внутрішніх турнірах, зустрічаючись на них переважно у фіналах. Швидко почав прогресувати Подворний, який за рік досяг п'ятого місця у національному рейтингу. Директор «Петрохолдинг Сквош-Клубу» Анастасія Нетребчук також закінчила 2010 рік у ранзі другої ракетки України.

### Показники на міжнародній арені
Гравці «Петрохолдинг Сквош-Клубу» є єдиними представниками України у світовому рейтингу Асоціації Професіонального Сквошу (PSA). Найкращим показником роботи клубу у перший рік роботи може слугувати прогрес, якого було досягнуто українцями у міжнародній табелі про ранги.
| Гравець         | Рейтинг PSA       | Рейтинг PSA       |
| Гравець         | Станом на 01.2010 | Станом на 01.2011 |
| --------------- | ----------------- | ----------------- |
| Р. Сорочинський | 350               | 174               |
| К. Рибальченко  | 369               | 194               |
| Д. Подворний    | 380               | 304               |

Досягнуто цього було завдяки не тільки постійним перемогам на внутрішніх турнірах, але й здобуткам на міжнародній арені. Зокрема, гравці «Петрохолдинг Сквош-Клубу» захищали кольори національної команди на індивідуальному та командному чемпіонатах Європи в Екс-ан-Провансі та Саарбрюкені, вже вкотре стали призерами Кубку Європейських Націй в Познані (срібло та бронза). Також вони непогано зарекомендували себе участю у різноманітних призових турнірах. Найбільшим успіхом цього року вважається 7 місце у клубному чемпіонаті Європи у Понтефракті, де Україна взагалі дебютувала, подолавши господарів кортів англійців та торішніх чемпіонів - шотландців.

### Команда любителів
Паралельно з професійною командою «Петрохолдинг Сквош-Клуб» підтримує і аматорський сквош. 2010 року на клубному чемпіонаті України серед любителів виступало дві команди від «Петрохолдинг Сквош-Клубу» у складі: Сергій Фредюк, Андрій Черниш і Артем Беба (М1), а також Андрій Торубара, Олександр Гацун і Олег Євдоченко (М2).

### Всі гравці та тренери «Петрохолдинг Сквош-Клубу» 2010 року
- Гравці
  - Руслан Сорочинський (Pro)
  - Костянтин Рибальченко (Pro)
  - Денис Подворний (Pro)
  - Дмитро Щербаков (Pro, залишив клуб на початку 2010 року)
  - Анастасія Нетребчук (Lady)
  - Гедріан Стіфф (граючий тренер)
  - Сергій Фредюк (М1)
  - Артем Беба (М1)
  - Андрій Черниш (М1)
  - Олександр Гацун (М1-М2)
  - Андрій Торубара (М2)
  - Олег Євдоченко (М2-М3)

- Тренери
  - Дмитро Щербаков (головний тренер, залишив клуб на початку 2010 року)
  - Гедріан Стіфф (головний тренер)
  - Пітер Маршалл (асистент тренера)
  - Тетяна Зенкова (тренер з ЗФП)

## Дитяча Академія Сквошу
На початку 2011 року на базі «Петрохолдинг Сквош-Клубу» було створено Дитячу Академію Сквошу. Основною метою Академії є не тільки навчання молодих українців сквошу, але й привчання їх до занять спорту і здоровому способу життя взагалі. Її тренери Денис Сикора та Тимофій Желудков мають працювати з дітьми трьох віків — 5-7, 8-9 та 10-12 років, користуючись не тільки ігровими тренуваннями, а також загально фізичною підготовкою малят.

### Тренери Дитячої Академії Сквошу
- Денис Сикора
- Тимофій Желудков